# Pentatomophaga bicincta
Pentatomophaga bicincta là một loài ruồi trong họ Tachinidae.